# Пендинский оазис
Пендинский оазис — один из оазисов в Центральной Азии в пустыне Каракумы в Туркменистане. Занимает долины рек Кушка, Кашан и Мургаб до слияния Кушки с Мургабом.
Населенные пункты: Тагтабазар